# Fisklöstjärnen (Malungs socken, Dalarna)
Fisklöstjärnen är en sjö i Malung-Sälens kommun i Dalarna och ingår i Dalälvens huvudavrinningsområde. Sjön har en area på 0,0863 kvadratkilometer och ligger 453 meter över havet. Sjön avvattnas av vattendraget Älgån.

## Delavrinningsområde
Fisklöstjärnen ingår i det delavrinningsområde (673117-136789) som SMHI kallar för Ovan Midsommarbäcken. Medelhöjden är 474 meter över havet och ytan är 9,57 kvadratkilometer. Det finns inga avrinningsområden uppströms utan avrinningsområdet är högsta punkten. Älgån som avvattnar avrinningsområdet har biflödesordning 4, vilket innebär att vattnet flödar genom totalt 4 vattendrag innan det når havet efter 408 kilometer. Avrinningsområdet består mestadels av skog (54 procent) och sankmarker (38 procent). Avrinningsområdet har 0,31 kvadratkilometer vattenytor vilket ger det en sjöprocent på 3,2 procent.